# Heinz Kathe
Heinz Kathe (* 1940 in Bad Bibra; † 2012 in Neu-Ulm) war ein deutscher Historiker.

## Leben
Heinz Kathe studierte Geschichte und neuere Sprachen an der Universität Halle. 1964 erhielt er eines der auf 100 Empfänger beschränkten Karl-Marx-Stipendien, das ausdrücklich nur an Studenten vergeben werden sollte, die sich „den Marxismus-Leninismus aktiv kämpferisch aneignen“. Ab 1965 war er Wissenschaftlicher Mitarbeiter im dortigen Institut für Geschichte. 1969 wurde er mit seiner Dissertation Die Hohenzollernlegende: Ein Beitrag zur Auseinandersetzung mit der junkerlich-bürgerlichen Geschichtsschreibung zum Dr. phil. promoviert, und 1980 habilitierte er sich mit seiner Dissertation B Geist und Macht im absolutistischen Preußen: Zur Geschichte der Universität Halle von 1740 bis 1806. Beide Arbeiten repräsentieren das frühe „DDR-offiziöse“ Geschichtsbild Preußens. Der Historiker Jürgen Mirow wirft Kathe besonders in dessen Buch Die Hohenzollernlegende Oberflächlichkeit sowie „zahlreiche Unrichtigkeiten und Auslassungen“ vor. „Nichtmarxistische Historiker“ würden durch Kathe „ständig in ihrer Gesamtheit pauschal als ‚reaktionär‘ bezeichnet“. Auch Rüdiger vom Bruch bezeichnet die Arbeiten als „einseitig“.
Im Mittelpunkt von Kathes weiteren Forschungen standen biographische Studien zur Geschichte Englands und Frankreichs im 17. Jahrhundert und ab 1985 Gesamt- und Teildarstellungen zur Geschichte Sachsen-Anhalts sowie ein entsprechender Geschichtsatlas. 1985 wurde Kathe zum Dozenten und 1988 zum Professor für Neuere Geschichte an der Universität Halle berufen. Dort lehrte er bis 2005.

## Mitgliedschaften
- Stiftung Mitteldeutscher Kulturrat[6]

## Werke
- Die Hohenzollernlegende. Akademie-Verlag, Berlin 1973, DNB 730211126.
- Der „Soldatenkönig“: Friedrich Wilhelm I., 1688–1740, König in Preußen – Eine Biographie. Akademie-Verlag, Berlin 1976; 2., durchgesehene und verbesserte Auflage: Akademie-Verlag, Berlin 1978; 3. Auflage: Akademie-Verlag, Berlin 1981; Pahl-Rugenstein, Köln 1981.
- Der „Sonnenkönig“ Ludwig XIV., König von Frankreich, und seine Zeit 1638–1715. Akademie-Verlag, Berlin 1981, DNB 811015432.
- Oliver Cromwell. Akademie-Verlag, Berlin 1984, DNB 850218683.
- (zusammen mit Christina Böttcher): Geschichte Sachsen-Anhalts in Karte, Bild und Text. Kartoprodukt, Halle (Saale) 1991, ISBN 3-928765-00-0.
- (zusammen mit Hans-Joachim Bartmuß): Kleine Geschichte Sachsen-Anhalts. Von den Anfängen bis zur Gegenwart. mdv, Halle 1992, ISBN 3-354-00785-0.
- Geschichte Sachsen-Anhalts. Band 2: Reformation bis Reichsgründung 1871. Koehler & Amelang, München/Berlin 1993, ISBN 3-7338-0172-5.
- Preußen zwischen Mars und Musen. Eine Kulturgeschichte von 1100 bis 1920. Koehler & Amelang, München/Berlin 1993, ISBN 3-7338-0177-6.
- Die Wittenberger Philosophische Fakultät 1502–1817 (= Mitteldeutsche Forschungen. Band 117). Böhlau, Köln/Weimar/Wien 2002, ISBN 3-412-04402-4.